# Alloperla roberti
Alloperla roberti (лат.) — исчезнувший вид насекомых из семейства салатовых веснянок (Chloroperlidae), известный по двум взрослым самцам, пойманным в 1860 году в верховьях реки Миссисипи в округе Рок-Айленд (центрально-восточная часть Северной Америки). Был эндемиком Иллинойса.
Предпринятые в 1997 году целенаправленные поиски этого вида в типовом местонахождении и близлежащих районах оказались безуспешными.